# Identités logarithmiques
Cet article dresse une liste d'identités utiles lorsqu'on travaille avec les logarithmes.
Ces identités sont toutes valables à condition que les réels utilisés ({\displaystyle a}, {\displaystyle b}, {\displaystyle c} et {\displaystyle d}) soient strictement positifs. En outre, les bases des logarithmes doivent être différentes de 1.

## Valeurs particulières
Pour toute base {\displaystyle a}, on a :
- {\displaystyle \log _{a}1=0}.
- {\displaystyle \log _{a}a=1}.

## Logarithme d'un produit, d'un quotient, d'une exponentiation
Par définition des logarithmes, on a :
- {\displaystyle \log _{c}(ab)=\log _{c}a+\log _{c}b}.
- {\displaystyle \log _{c}\left({\frac {a}{b}}\right)=\log _{c}a-\log _{c}b}.
- {\displaystyle \forall x\in \mathbb {R} \quad \log _{c}(a^{x})=x\log _{c}a}.

Ces trois identités permettent d'utiliser des tables de logarithme et des règles à calcul ; connaissant le logarithme de deux nombres, il est possible de les multiplier et diviser rapidement, ou aussi bien calculer des puissances ou des racines de ceux-ci.

## Logarithme d'une somme
En partant des égalités {\displaystyle a+b=a\left(1+{\frac {b}{a}}\right)=a\,b\,\left({\frac {a+b}{ab}}\right)}, et en utilisant les propriétés du logarithme d'un produit, on aboutit aux résultats ci-dessous. Ces formules permettent dans certains cas de calculer numériquement {\displaystyle \log(a+b)} en fonction de {\displaystyle \log(a)} et {\displaystyle \log(b)} en évitant des dépassements des limites numériques[réf. nécessaire].
- {\displaystyle \log _{c}(a+b)=\log _{c}a+\log _{c}b-\log _{c}\left({\frac {ab}{a+b}}\right)}
- {\displaystyle \log _{c}(a+b)=\log _{c}a+\log _{c}\left(1+{\frac {b}{a}}\right)}

## Réciprocité
- {\displaystyle a^{\log _{a}b}=b}.
- {\displaystyle \forall x\in \mathbb {R} }, {\displaystyle \log _{a}(a^{x})=x}.

Les formules précédentes sont utilisées pour résoudre des équations dont les inconnues sont en exposant.

## Changement de base
Relation de type Chasles :
{\displaystyle \log _{a}c=\log _{a}b\times \log _{b}c}
Et en particulier (pour c = a), {\displaystyle \log _{a}b={\frac {1}{\log _{b}a}}}.
Cette identité est utile pour calculer des logarithmes avec des machines à calculer, car la plupart de ces dernières ne proposent que les logarithmes décimaux (de base 10) et naturels (de base e).
On en déduit :
{\displaystyle {\frac {\log _{c}b}{\log _{c}a}}={\frac {\log _{c}d\times \log _{d}b}{\log _{c}d\times \log _{d}a}}={\frac {\log _{d}b}{\log _{d}a}}}.

## Limites
{\displaystyle \lim _{x\to 0^{+}}\log _{a}x=-\infty } pour {\displaystyle a>1}
{\displaystyle \lim _{x\to 0^{+}}\log _{a}x=+\infty } pour {\displaystyle a<1}
{\displaystyle \lim _{x\to +\infty }\log _{a}x=+\infty } pour {\displaystyle a>1}
{\displaystyle \lim _{x\to +\infty }\log _{a}x=-\infty } pour {\displaystyle a<1}
{\displaystyle \lim _{x\to 0^{+}}x^{b}\log _{a}x=0}
{\displaystyle \lim _{x\to +\infty }{\frac {\log _{a}x}{x^{b}}}=0}
La dernière limite est souvent interprétée comme « en l'infini le logarithme croît plus lentement que toute puissance (strictement positive) de la variable ».

## Dérivée
{\displaystyle \forall x>0\quad \log '_{a}(x)={\frac {1}{x\ln a}}}
donc dans le cas particulier de la base e :
{\displaystyle \ln 'x={\frac {1}{x}}}.

## Primitive
{\displaystyle \int _{x_{0}}^{x}\log _{a}t\;\mathrm {d} t=\left[t\left(\log _{a}t-{\frac {1}{\ln a}}\right)\right]_{x_{0}}^{x}}
donc dans le cas particulier de la base e :
{\displaystyle \int _{x_{0}}^{x}\ln t\;\mathrm {d} t=\left[t\left(\ln t-1\right)\right]_{x_{0}}^{x}}.